# Kfz 15
Il Kfz. 15 (Kraftfahrzeug 15) era uno dei numerosi veicoli della famiglia Einheits-PKW, impiegati dalla Wehrmacht tedesca per le esigenze di comunicazioni e comando, con una struttura nondimeno mutuata da quella dei veicoli civili della categoria.
Costruito dalla Horch, con un grosso motore da circa 3 litri e 90 hp non difettava di potenza, ma il suo peso era molto alto, 2,450 kg e la mobilità inficiata su terreno vario dalla distanza tra gli assali. Nonostante i tedeschi avessero cominciato a sostituirla nel 1937, fu impiegata durante la guerra come veicolo per i comandanti e mezzo-radio.